# Боги геві-металу
«Боги геві-металу» — американська підліткова комедійна драма 2022 року, створена сценаристом Ді Бі Вайсом та режисером Пітером Соллеттом. Історія розповідає про двох найкращих друзів середньої школи та любителів метал-музики, Гантера та Кевіна, які вирішили створити власний музичний гурт всупереч суспільним нормам. Фільм вийшов на Netflix 8 квітня 2022 року .

## Сюжет
Металіст Гантер Сильвестр конфліктує з його найкращим другом, невпевненим у собі Кевіном Шлібом, через його невміння грати на барабанах. Під час однієї з репетицій маршового оркестру Кевін стає свідком нападу неконтрольованої агресії шотландської студентки Емілі. Того ж вечора Кевін тягне Гантера на вечірку до Клея Мосса та намагається бути нормальним, поки Гантер почувається недоречним. Кевін напивається та починає фліртувати з дівчиною, на ім'я Кендалл, а Гантер свариться зі спортсменом Рокі «Скіпом» Гоффманом. Згодом Гантер дізнається, що в школі відбудеться «Битва гуртів», і це спонукає його взяти участь під назвою Skullfucker. Гантер викрадає картку AMEX свого батька та витрачає $13,500 США на спорядження, включаючи повну барабанну установку для друга. Кевін починає займатися в школі, і під час одного з таких занять він виявляє, що Емілі насправді вміло грає на віолончелі. Вони цікавляться одне одним, що підштовхує Кевіна написати їй копію списку пісень у жанрі метал, які Гантер дав йому як «домашнє завдання». Тим часом Гантер намагається знайти басиста, щоб завершити тріо, але безрезультатно через відсутність інтересу з боку інших студентів.
Кевін марно намагається запропонувати Гантеру взяти до гурту Емілі як нову басистку. Після цього Кевін дзвонить Емілі, щоб просити вибачення. Вони стають парою, що викликає лють Гантера, який вірить, що вона буде їхньою «Йоко Оно». Клей чує, як Кевін грає на барабанах, та просить його приєднатися до гурту «Mollycoddle» на весіллі сестри тими вихідними. 
Під час шкільного виступу Гантер дражнить Емілі до такої міри, що вона розлютилась та напала на нього, зламавши гітару. Ці два факти призводять до суперечки між Гантером та Кевіном, який залишає Skullfucker.
Кевін виступає з «Mollycoddle» на весіллі сестри Клея, тоді як Гантер намагається вдертися туди, щоб повернути Кевіна в Skullfucker. Після цього Кевіна запрошують виступити з «Mollycoddle» у «Битві гуртів», на що він неохоче погоджується. Кендалл запрошує п'яного Кевіна в басейн і фліртує з ним. Поки вони спілкуються, совість Кевіна матеріалізується в образі металістів Скотта Яна, Тома Морелло, Кірка Геммета та Роба Гелфорда. Останній змушує Кевіна зрозуміти, що насправді він кохає Емілі. Кевін також розуміє, що Гантер йому потрібен, але дізнається, що той був відправлений на реабілітацію, як покарання за його погану поведінку.
Гантер дізнається, що клінікою керує доктор Трой Нікс, відомий гітарист метал-гурту «Killoton» — колишній чемпіон Битви гуртів; Трой пояснює, що «Killoton» розпався через зловживання алкоголем і важкі стосунки між учасниками гурту, що спонукало його налагодити своє життя, стати лікарем і допомагати іншим. Доктор каже, що, хоча Гантер придатний до виписки, це відбудеться не раніше наступного тижня через правила клініки. Кевін вривається в клініку і допомагає втекти Гантеру та барабанщику «Mollycoddle». Вони стикаються з доктором Ніксом під час втечі, але той відпускає їх та дає Гантеру кращий медіатор для гітари. Вони йдуть додому до Емілі, де Гантер просить вибачення та запрошує її стати віолончелісткою в гурті, але та відмовляє їм, кажучи, що ще не готова.
У ніч битви гуртів Кевін просить вибачення в Клея та представляє тверезого барабанщика «Mollycoddle». Коли Кевін та Гантер готуються до виступу, з'являється Емілі в готичному одязі, щоб виступити з ними на електричній віолончеллі. Коли вони збираються вийти на сцену, Дін Свонсон попереджає їх, що назва «Skullfucker» не підходить для заходу, але Емілі швидко змінює назву гурту на «Skullflower». Попри початковий скептицизм і збентеження, їхній виступ вразив натовп.
Пізніше Кевін, Емілі та Гантер прочитали міську газету, в якій повідомлялося, що концерт став вірусним. Попри поразку в Битві гуртів та друге місце після «Mollycoddle», вони дійшли висновку, що є моральними переможцями конкурсу (були останнім гуртом, який грав, що зробило їх гедлайнерами, уся публіка полюбила їх, а травма Гантера привела їх на першу сторінку газети).

## Акторський склад
- Джейден Мартелл — Кевін Шліб
- Ізіс Гейнсворд — Емілі Спектор
- Ной Урреа[en] — Клей Мосс
- Адріан Ґрінсміт — Гантер Сильвестр
- Джо Манганьєлло — доктор Трой Нікс
- Бретт Гельман — доктор Сильвестр
- Суфе Бредшоу — Дін Свонсон
- Кеті О'Грейді — Лора Шліб
- Мішель Мао — Ліза Рендалл
- Аналеса Фішер — Кендалл Сарн
- Фелан Девіс — Рокі «Скіпа» Гоффман
- Крістофер М. Лопес — Роббі

Скотт Ян, Том Морелло, Кірк Гемметт та Роб Гелфорд з'являються в епізодичних ролях, які представляють совість Кевіна.

## Виробництво
Боги геві-металу фільмували у Портленді, штат Орегон. Шкільні сцени зфільмовані у середній школі Паркроуз та старшій школі Паркроуз, а сцени Битви гуртів — у Залі Революції.

## Відгуки
На вебсайті агрегатора рецензій Rotten Tomatoes 62% of 47  відгуків критиків є позитивними із середньою оцінкою 6/10. Консенсус вебсайту говорить: «Якщо це не зовсім грубо, Боги геві-металу залишається добродушним і приємним поглядом на підлітковий вік і силу музики, яка змінює життя». На Metacritic фільм отримав середню оцінку 59 зі 100 на основі рецензій 20 критиків, що вказує на «змішані або середні відгуки».

## Зовнішні посилання
- Боги геві-металу на сайті Netflix
- Боги геві-металу на сайті IMDb (англ.)